# Vietnam ai Giochi della XXXI Olimpiade
Il Vietnam ha partecipato ai Giochi della XXXI Olimpiade, che si sono svolti a Rio de Janeiro, Brasile, dal 5 al 21 agosto 2016, con una delegazione di 22 atleti impegnati in 10 discipline. Portabandiera alla cerimonia di apertura è stato lo schermidore Vũ Thành An, alla sua prima Olimpiade. È stata la 15ª partecipazione degli atleti vietnamiti ai giochi olimpici estivi.

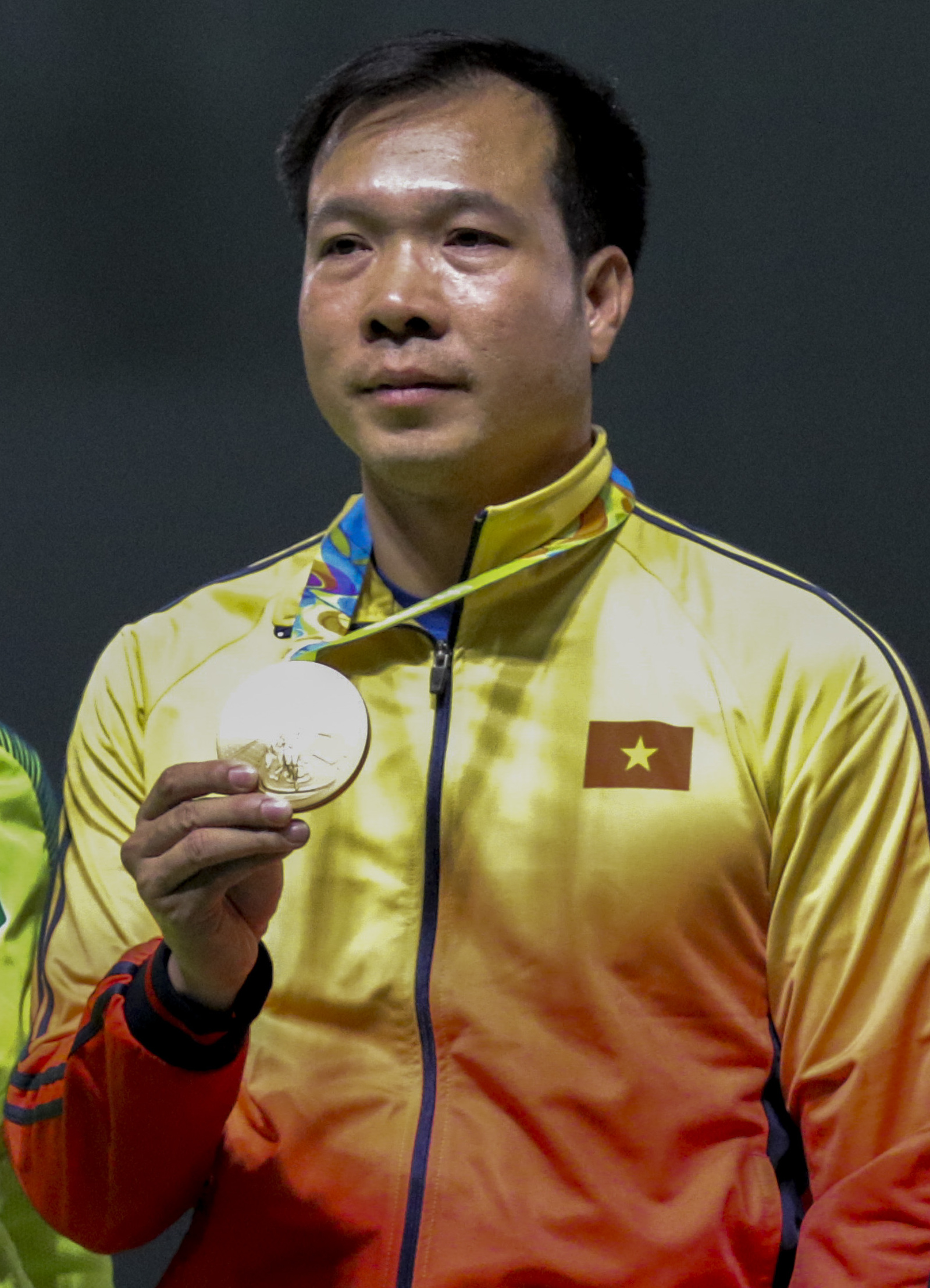
Hoàng Xuân Vinh premiato con la medaglia d'oro

Il tiratore Hoàng Xuân Vinh è stato il primo atleta vietnamita a vincere una medaglia d'oro nelle olimpiadi estive per il suo paese, battendo il brasiliano Felipe Almeida Wu nella finale della pistola ad aria compressa da 10 m con il punteggio di 202,5 (nuovo record olimpico in base alle nuove regole della ISSF cambiate il 1º gennaio 2013). Egli ha vinto anche la medaglia d'argento nella pistola da 50 metri, diventando così il primo atleta vietnamita olimpico pluripremiato.

## Medagliere
| Medaglia | Atleta          | Sport | Evento                      |
| -------- | --------------- | ----- | --------------------------- |
| Oro      | Hoàng Xuân Vinh | Tiro  | Pistola 10 m aria compressa |
| Argento  | Hoàng Xuân Vinh | Tiro  | Pistola 50 metri            |

## Risultati

### Nuoto
| Atleta              | Evento      | Batterie | Batterie   | Semifinali | Semifinali | Finale          | Finale          |
| Atleta              | Evento      | Tempo    | Classifica | Tempo      | Classifica | Tempo           | Classifica      |
| ------------------- | ----------- | -------- | ---------- | ---------- | ---------- | --------------- | --------------- |
| Nguyễn Thị Ánh Viên | 400 m misti | 4:36"85  | 9ª         | N.D.       | N.D.       | non qualificata | non qualificata |